# Klmos
De Klmos is een goederenwagon die gebruikt wordt voor het vervoer van vervuild ballastmateriaal, zand en porfier. Het is een tweeassige platte wagon met vaste zijschotten en een stalen vloer. Hierdoor kan de wagon tegen een stootje bij bijvoorbeeld het lossen van de lading met een graafmachine. Bovendien beschikt de wagon over neerklapbare kopschotten, waardoor machines over de gehele trein kunnen rijden.
De typeaanduiding Klmos heeft de volgende betekenis :
| K | = | tweeassige platte wagon                      |
| l | = | zonder rongen                                |
| m | = | nuttige lengte minimaal 9 m en maximaal 12 m |
| o | = | met vaste zijschotten                        |
| s | = | maximumsnelheid 100 km/h                     |
Oorspronkelijk waren de wagons eigendom van de Nederlandse Spoorwegen, maar tijdens de privatisering in 1998 zijn ze overgegaan naar Railpro.